# Pont-et-Massène
Pour les articles homonymes, voir Pont (toponyme).
Pont-et-Massène est une commune française située dans le département de la Côte-d'Or en région Bourgogne-Franche-Comté. Elle fait partie de la communauté de communes du Sinémurien.

## Géographie
Située au sud de Semur-en-Auxois, Flée est une des trois communes mouillées par le "lac" de Pont (barrage-réservoir artificiel).

### Climat
Pour des articles plus généraux, voir Climat de la Bourgogne-Franche-Comté et Climat de la Côte-d'Or.
En 2010, le climat de la commune est de type climat des marges montargnardes, selon une étude du Centre national de la recherche scientifique s'appuyant sur une série de données couvrant la période 1971-2000. En 2020, Météo-France publie une typologie des climats de la France métropolitaine dans laquelle la commune est exposée à un climat océanique altéré et est dans la région climatique  Lorraine, plateau de Langres, Morvan, caractérisée par un hiver rude (1,5 °C), des vents modérés et des brouillards fréquents en automne et hiver. 
Pour la période 1971-2000, la température annuelle moyenne est de 10,4 °C, avec une amplitude thermique annuelle de 16 °C. Le cumul annuel moyen de précipitations est de 778 mm, avec 13 jours de précipitations en janvier et 8,1 jours en juillet. Pour la période 1991-2020, la température moyenne annuelle observée sur la station météorologique de Météo-France la plus proche, « Semur En Auxois_sapc », sur la commune de Semur-en-Auxois à 3 km à vol d'oiseau, est de 11,2 °C et le cumul annuel moyen de précipitations est de 778,0 mm,. Pour l'avenir, les paramètres climatiques de la commune estimés pour 2050 selon différents scénarios d'émission de gaz à effet de serre sont consultables sur un site dédié publié par Météo-France en novembre 2022.

## Urbanisme

### Typologie
Au 1er janvier 2024, Pont-et-Massène est catégorisée commune rurale à habitat dispersé, selon la nouvelle grille communale de densité à 7 niveaux définie par l'Insee en 2022.
Elle est située hors unité urbaine. Par ailleurs la commune fait partie de l'aire d'attraction de Semur-en-Auxois, dont elle est une commune de la couronne,. Cette aire, qui regroupe 54 communes, est catégorisée dans les aires de moins de 50 000 habitants,.

### Occupation des sols
L'occupation des sols de la commune, telle qu'elle ressort de la base de données européenne d’occupation biophysique des sols Corine Land Cover (CLC), est marquée par l'importance des forêts et milieux semi-naturels (47,7 % en 2018), une proportion identique à celle de 1990 (47,7 %). La répartition détaillée en 2018 est la suivante : 
forêts (47,7 %), prairies (38,6 %), zones urbanisées (5,6 %), terres arables (4,2 %), eaux continentales (3,8 %). L'évolution de l’occupation des sols de la commune et de ses infrastructures peut être observée sur les différentes représentations cartographiques du territoire : la carte de Cassini (XVIIIe siècle), la carte d'état-major (1820-1866) et les cartes ou photos aériennes de l'IGN pour la période actuelle (1950 à aujourd'hui).

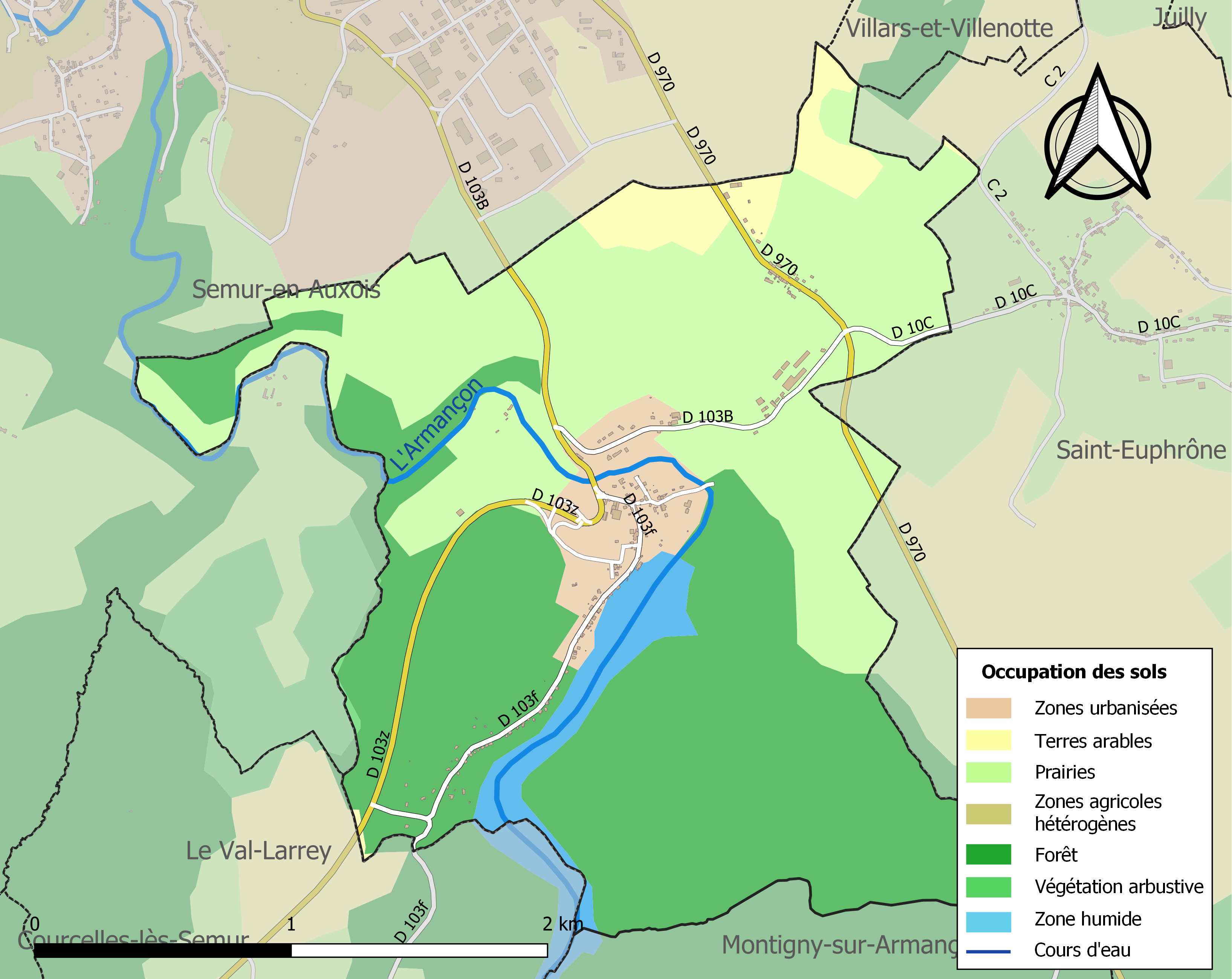
Carte des infrastructures et de l'occupation des sols de la commune en 2018 (CLC).

## Histoire

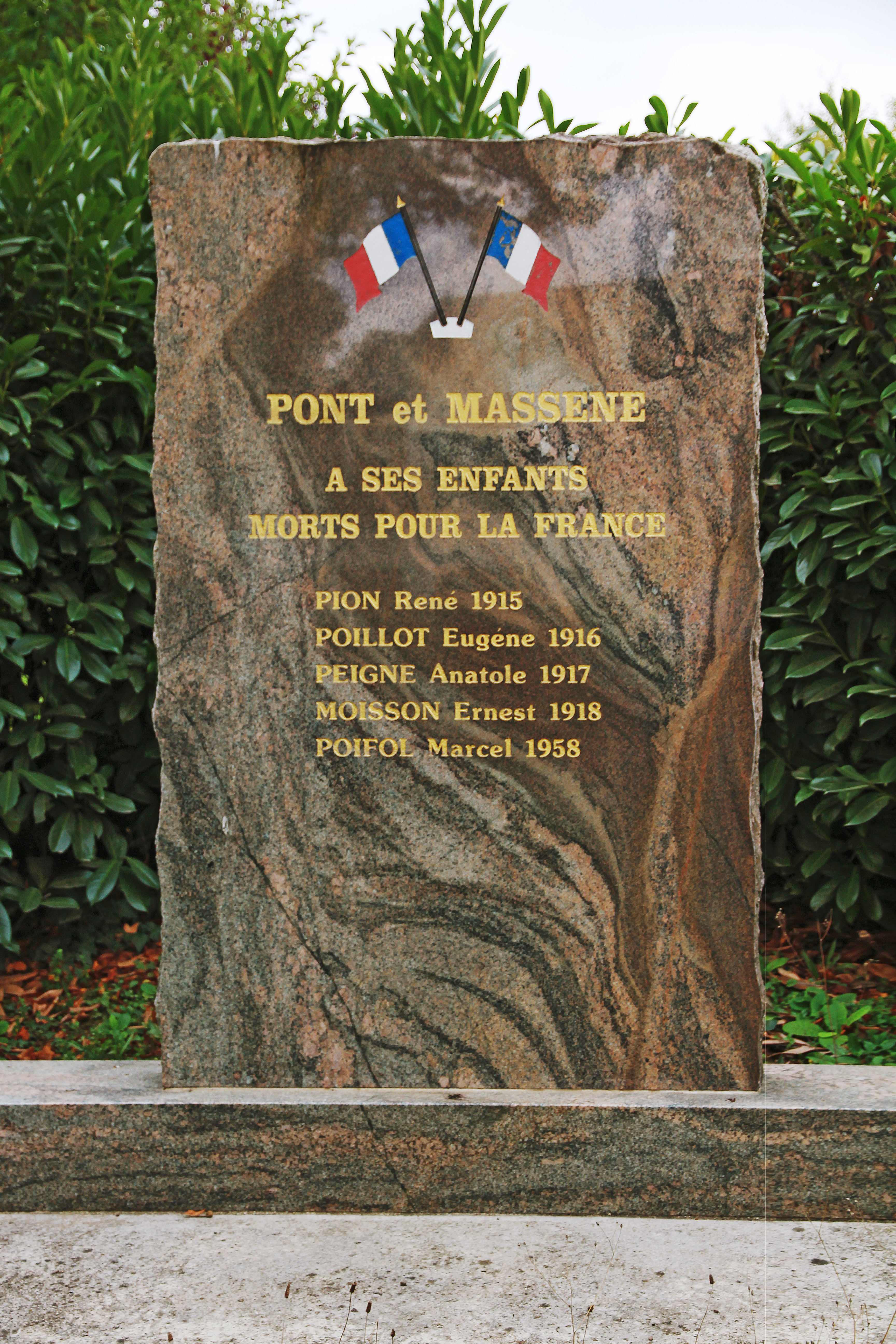
Monument aux morts.

## Politique et administration

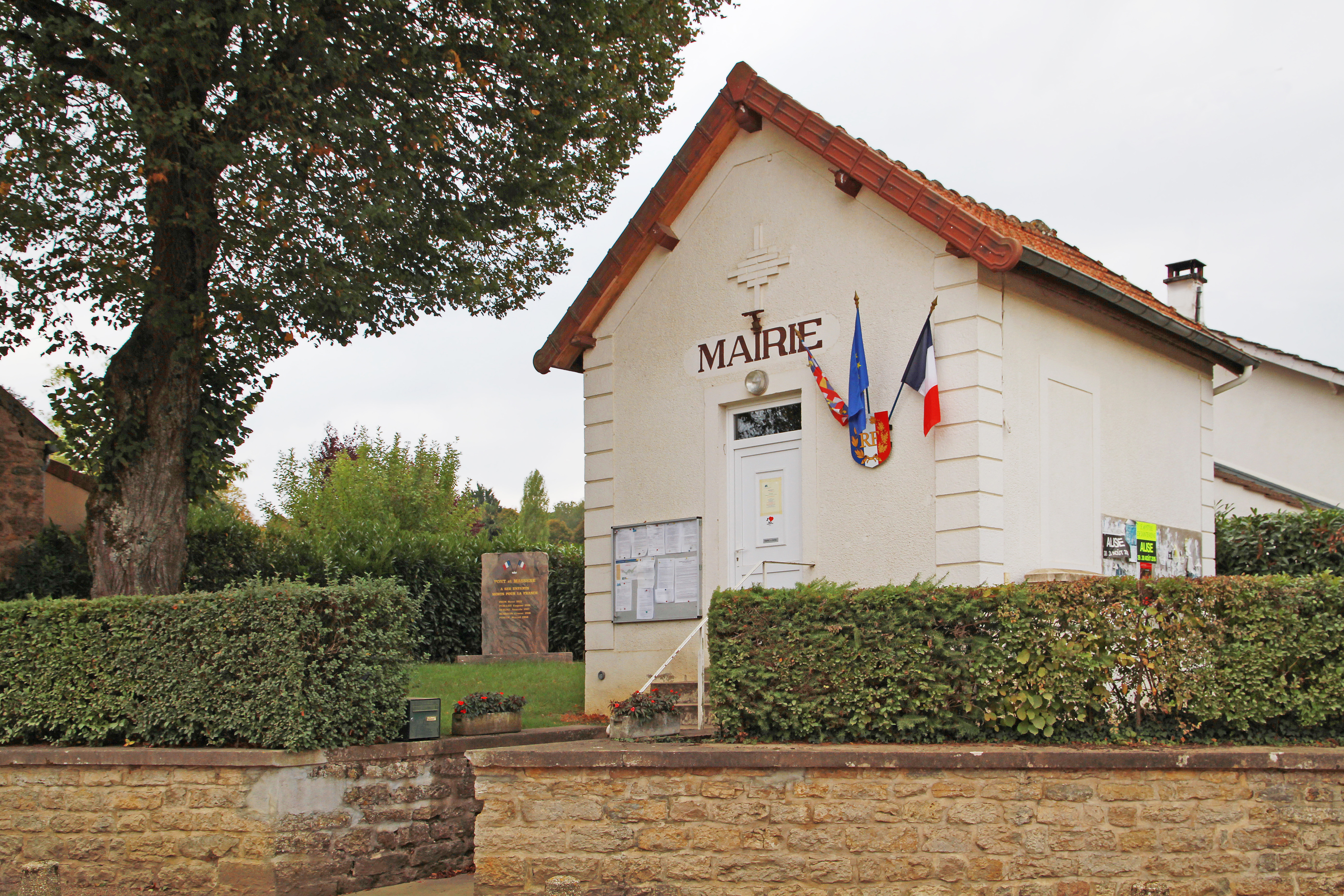
Mairie de Pont-et-Massène.

| Période                                  | Période   | Identité          | Étiquette | Qualité            |
| ---------------------------------------- | --------- | ----------------- | --------- | ------------------ |
| avant 1981                               | ?         | Raymond Laurençon |           |                    |
| mars 2001                                | mars 2008 | Roger Robert      |           |                    |
| mars 2008                                | mars 2011 | Éric Chamoy       |           |                    |
| avril 2011                               | mars 2014 | André Sokol       |           |                    |
| mars 2014                                | En cours  | Patrick Roux      |           | Agent d'assurances |
| Les données manquantes sont à compléter. |           |                   |           |                    |

## Démographie
L'évolution du nombre d'habitants est connue à travers les recensements de la population effectués dans la commune depuis 1793. Pour les communes de moins de 10 000 habitants, une enquête de recensement portant sur toute la population est réalisée tous les cinq ans, les populations de référence des années intermédiaires étant quant à elles estimées par interpolation ou extrapolation. Pour la commune, le premier recensement exhaustif entrant dans le cadre du nouveau dispositif a été réalisé en 2007.

En 2022, la commune comptait 182 habitants, en évolution de −1,09 % par rapport à 2016 (Côte-d'Or : +0,82 %, France hors Mayotte : +2,11 %).
| 1793 | 1800 | 1806 | 1821 | 1831 | 1836 | 1841 | 1846 | 1851 |
| ---- | ---- | ---- | ---- | ---- | ---- | ---- | ---- | ---- |
| 152  | 150  | 138  | 146  | 146  | 151  | 167  | 142  | 148  |

| 1856 | 1861 | 1866 | 1872 | 1876 | 1881 | 1886 | 1891 | 1896 |
| ---- | ---- | ---- | ---- | ---- | ---- | ---- | ---- | ---- |
| 119  | 121  | 128  | 136  | 129  | 136  | 123  | 122  | 97   |

| 1901 | 1906 | 1911 | 1921 | 1926 | 1931 | 1936 | 1946 | 1954 |
| ---- | ---- | ---- | ---- | ---- | ---- | ---- | ---- | ---- |
| 95   | 92   | 107  | 105  | 79   | 93   | 88   | 86   | 76   |

| 1962 | 1968 | 1975 | 1982 | 1990 | 1999 | 2006 | 2007 | 2012 |
| ---- | ---- | ---- | ---- | ---- | ---- | ---- | ---- | ---- |
| 89   | 86   | 93   | 104  | 137  | 173  | 194  | 197  | 204  |

| 2017 | 2022 | - | - | - | - | - | - | - |
| ---- | ---- | - | - | - | - | - | - | - |
| 175  | 182  | - | - | - | - | - | - | - |

## Culture locale et patrimoine

### Lieux et monuments
- Lac et barrage de Pont (activités de pleine nature, sentier pédestre périphérique de 12 km).

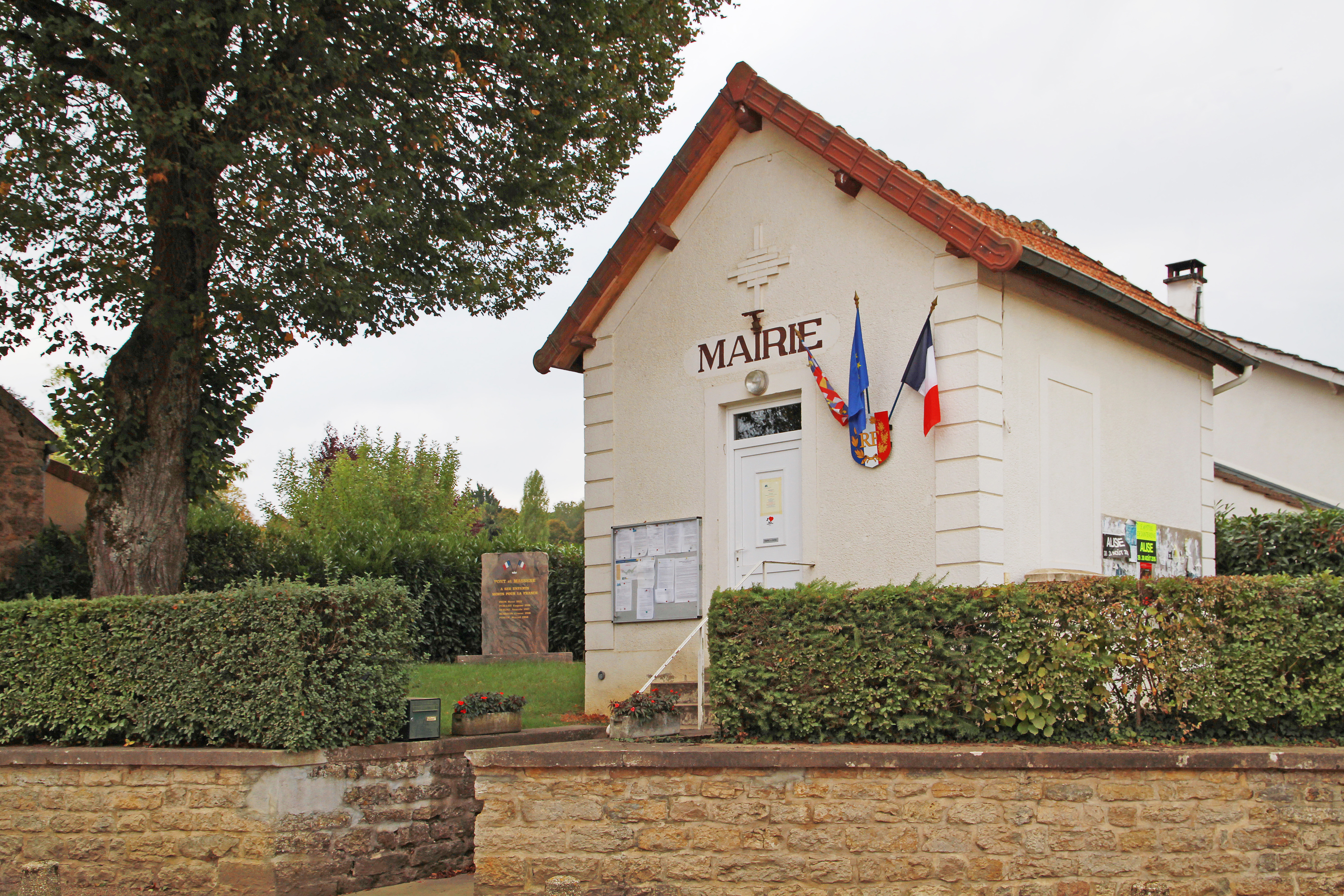
Mairie de Pont-et-Massène.

- Mairie de Pont-et-Massène.La commune est réputée pour avoir l'une des plus petites mairie de France.

La commune a la particularité de ne pas avoir d'église.